# Metis (måne)
Metis er den af planeten Jupiters kendte måner, der er tættest på Jupiter. Den blev opdaget 4. marts 1979 ved hjælp af rumsonden Voyager 1. Lige efter opdagelsen fik den den midlertidige betegnelse S/1979 J 3, men i 1983 blev den formelt opkaldt efter den kvindelige titan Metis fra den græske mytologi. Efter det nummeringssystem, som blev indført med de galileiske måner, har Metis betegnelsen Jupiter-XVI.
Metis ligger indenfor Jupiters utydelige planetring og leverer muligvis støv og/eller andet materiale til denne ring. På grund af den snævre omløbsbane cirkler Metis hurtigere rundt om Jupiter, end Jupiter drejer om sin egen akse, men tidevandskræfterne tapper Metis for mekanisk energi og bringer derved dens omløbsbane nærmere og nærmere Jupiter. Samme tidevandskræfter tvinger Metis til at have bunden rotation, så månen altid vender samme side mod Jupiter. Hvis Metis var flydende, ville tidevandskræfterne allerede have revet den itu, men indtil videre har den været solid nok til at hænge sammen.
Metis er et lille mørkt, irregulært legeme med en udstrækning på cirka 43 kilometer. Ud fra data om dens størrelse og masse menes den at bestå af vand, is og klippemateriale.
Jupitermånen Metis må ikke forveksles med småplaneten 9 Metis.